# Щитное
Щитное (бел. Шчытнае) — деревня в Пиревичском сельсовете Жлобинского района Гомельской области Белоруссии.
На юге и востоке граничит с лесом.

## География

### Расположение
В 23 км на юго-восток от Жлобина, 15 км от железнодорожной станции Салтановка (на линии Жлобин — Гомель), 64 км от Гомеля.

## Транспортная сеть
Транспортные связи по просёлочной, а затем автомобильной дороге Бобруйск — Гомель. Планировка состоит из короткой прямолинейной меридиональной улицы, к которой на севере присоединяется вторая короткая прямолинейная улица. Застройка неплотная, деревянная, усадебного типа.

## История
Обнаруженные археологами поселения позднего мезолита (VI-IV-е столетия до н. э., в 3 км на запад от деревни), поселение эпохи неолита (IV-III-е тысячелетия до н. э., в 3 км на запад от деревни), поселение каменного века (в 2,7 км на запад от деревни) свидетельствуют о заселении этих мест с давних времён.
Современная деревня основана в 1923 году, когда в результате упорядочения земель деревни Скепня был создан посёлок. В 1931 году жители вступили в колхоз. Во время Великой Отечественной войны 2 жителя погибли на фронте. Согласно переписи 1959 года в составе совхоза «Скепнянский» (центр — деревня Скепня).

## Население

### Численность
- 2004 год — 9 хозяйств, 13 жителей.

### Динамика
- 1959 год — 229 жителей (согласно переписи).
- 2004 год — 9 хозяйств, 13 жителей.